# Black and Blue (label)
Pour les articles homonymes, voir Black and Blue.
Black and Blue, aussi appelé Disques Black and Blue, est un label discographique français de jazz et blues, fondé à Taverny, dans le Val-d'Oise. Il est fondé en 1968 par Jean-Marie Monestier (1938-) et Jean-Pierre Tahmazian (1944-2022).

## Histoire
Le label est fondé en 1968 par Jean-Marie Monestier, disquaire à Bordeaux et Jean-Pierre Tahmazian, amateur de jazz et moniteur-éducateur de profession pour enregistrer « quelques-uns des derniers représentants du jazz classique » qu'ils faisaient venir en France, « les sortant de l'anonymat dans lequel l'oubli les avait plongés. Enthousiasmés par l'accueil du public en concert, les musiciens gravent alors pour Black and Blue des plages qui comptent parmi leurs plus belles »,,. À partir du milieu des années 1970, le label développe une activité d'édition avec des jazzmen et de bluesmen américains en tournée en France et en Europe. Pour le site web Soulbag, « Black and Blue a développé un catalogue que bien des labels américains lui envieraient ».
L'adresse du label était anciennement basé à 279 rue de Paris, 95150 Taverny, dans le Val-d'Oise, entre le 1er juillet 1987 et le 13 juin 2005. Depuis 2005, le label est basé 30 bis Rue du Bailly, 93210 Saint-Denis, en Seine-Saint-Denis.
Dans les années 2000, Jean-Michel Proust et Jean-Marc Fritz lancent la série The Definitive Black and Blue Sessions pour redécouvrir les trésors du label,. En mars 2017, Black and Blue fête son 50e anniversaire dans le cadre d'une soirée évènement au Jazz Club Étoile de Paris.
Le cofondateur Jean-Pierre Tahmazian décède le 31 juillet 2022 à l'âge de 78 ans,
Depuis 2022 et le décès de Jean-Pierre Tahmazian, la gérance du label est assurée par Jean-Marie Monestier, cofondateur du label et Guillaume Tricard, collaborateur de longue date.

## Groupes et artistes
Les groupes et artistes signés, ou anciennement signés, au label en 2019, incluent.
- The Aces
- Monty Alexander
- Luther Allison
- Cat Anderson
- Louis Armstrong
- Kokomo Arnold
- Georges Arvanitas
- Harold Ashby
- Marcel Azzola
- Gérard Badini
- Mickey Baker
- Chris Barber
- Barrett Sisters
- Sammy Benskin
- Buster Benton
- François Biensan
- Wallace Bishop
- Little Joe Blue
- Bunny Briggs
- Lonnie Brooks
- Big Bill Broonzy
- Clarence Gatemouth Brown
- Ray Bryant
- Milt Buckner[10]
- Eddie « Guitar » Burns
- Billy Butler (en)
- Don Byas
- Benny Carter
- Al Casey
- Eddie Chamblee
- Doc Cheatham
- Eddy Clearwater
- Arnett Cobb
- Cozy Cole
- Bill Coleman
- Michael Coleman
- Gene Conners
- Johnny Copeland
- Larry Coryell
- Stanley Cowell
- Wallace Davenport
- Eddie Lockjaw Davis
- Larry Davis
- Wild Bill Davis
- Jimmy Dawkins
- Georges Delerue
- Sidney De Paris
- Vic Dickenson
- Lefty Dizz
- Bill Doggett
- Dorothy Donegan
- Dany Doriz
- Bobby Durham
- Harry Edison
- Sleepy John Estes
- David Eyges
- Pat Flowers
- Panama Francis
- Curtis Fuller
- Lowell Fulson
- Roy Gaines
- Leonard Gaskin
- Lloyd Glenn
- Stéphane Grappelli
- Chuck Green
- Al Grey
- Tiny Grimes
- Johnny Guarnieri
- François Guin
- Buddy Guy
- Juanita Hall
- Lionel Hampton
- Roland Hanna
- John Hardee
- Bill Harris
- Coleman Hawkins
- J. C. Heard
- Heath Brothers
- Jessie Mae Hemphill
- Earl Hines
- Milt Hinton
- Major Holley
- Richard « Groove » Holmes
- John Lee Hooker
- Claude Hopkins
- Gaël Horellou
- Ramona Horvath
- Helen Humes
- J.B. Hutto
- Abdullah Ibrahim
- John Jackson
- Oliver Jackson
- Willis Jackson
- Illinois Jacquet
- Homesick James
- Alain Jean-Marie
- Cousin Joe
- Budd Johnson
- Candy Johnson
- Jimmy Johnson (en)
- Luther « Snake Boy » Johnson
- Hank Jones
- Jo Jones
- Jonah Jones
- Louis Jordan
- Taft Jordan
- George Kelly
- Joe Kennedy Jr.
- Guy Lafitte
- Byard Lancaster
- Ellis Larkins
- Baby Laurence
- Lafayette Leake
- The Legendary Blues Band
- Johnny Letman
- John Littlejohn
- Robert Lockwood Jr.
- Willie Mabon
- Rob McConnell
- Jay McShann
- Christian Morin
- Rose Murphy
- Joe Newman
- Sy Oliver
- Hot Lips Page
- Pinetop Perkins
- André Persiani
- Sammy Price
- Alvin Queen
- Ram Ramirez
- Jimmy Raney
- A. C. Reed
- Red Richards
- Gene Rodgers
- Jimmy Rogers
- Jimmy Rowles
- Otis Rush
- Maxim Saury
- Charlie Shavers
- Archie Shepp
- Johnny Shines
- Jimmy Shirley
- Little Mack Simmons
- Jean-Sébastien Simonoviez
- Hal Singer
- Magic Slim
- Memphis Slim
- Sunnyland Slim
- Jimmy Slyde
- Cliff Smalls
- Byther Smith
- Carrie Smith
- Floyd Smith
- Rex Stewart
- Slam Stewart
- Sonny Stitt
- Savoy Sultans
- Hubert Sumlin
- Roosevelt Sykes
- Buddy Tate
- Koko Taylor
- Ed Thigpen
- James Thomas
- Charles Thompson
- Sonny Thompson
- Claude Tissendier
- Big Joe Turner
- Joe Turner
- Norris Turney
- René Urtreger
- Eddie Vinson
- Phillip Walker
- T-Bone Walker
- John Watkins
- Carl Weathersby
- Junior Wells
- Gerry Wiggins[5]
- Bob Wilber
- Claude Williams
- Cootie Williams
- Mary Lou Williams
- Rubberlegs Williams
- Teddy Wilson
- Kai Winding
- Jimmy Witherspoon
- Booty Wood
- Chris Woods
- Phil Woods
- Mighty Joe Young
- Marcel Zanini

## Discographie

### Blues Référence 1
- Superman (1975) de Roy Gaines

### Blues Référence 2
- Bad Luck Blues (1971) de Cousin Joe avec Jimmy Dawkins et Clarence Gatemouth Brown (enregistré à Toulouse)
- Travelin de Sunnyland Slim
- Easy Blues de Lafayette Leake
- Shake that Thing de Willie Mabon
- Takin' the Blues Back South de Johnnie Shines
- Ramblin' on My Mind de Robert Lockwood Jr.
- On the Road Again de Luther Johnson
- Hard Times de James Son Thomas
- Luther's Blues de Luther Johnson
- Bluesy Josephine de Mighty Joe Young
- Sweet Little Angel de John Littlejohn
- Sweet Home Chicago de Lonnie Brooks

### Blues Référence 5
- Blues Knights de Byther Smith et Larry Davis
- Chicago Blues Festival 91 avec Mickael Coleman et Pr. Eddy Lusk
- Am I Blue de Bill Doggett
- Here I Am de John Watkins
- Chicago Blues festival 74 avec Sunnyland Slim et Bid Voice Adam
- Dirty Work Going on de Little Joe Blue